# Nora May French

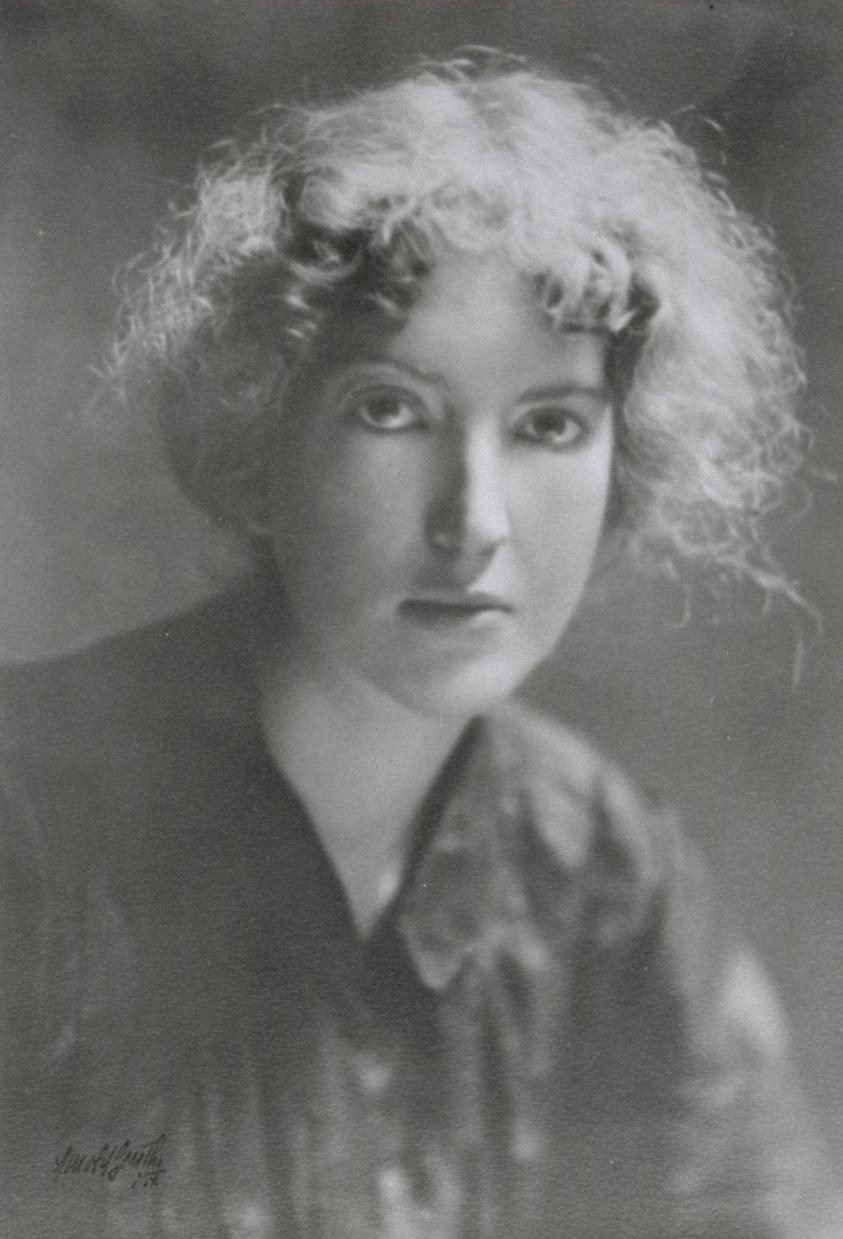
Nora May French, fotografiada por Arnold Genthe.

Nora May French (1881 – 13 de noviembre de 1907) fue una poetisa de California y miembro de las bohemias tertulias literarias del Carmel Arts and Crafts Club que florecieron después del Gran Terremoto de San Francisco de 1906.
French nació en 1881 en Aurora, Nueva York, hija de Edward French, un profesor en la Wells University, y Mary Wells French, hermana del fundador de Wells Fargo Henry Wells. Cuando tenía siete años, su rica familia se mudó a una granja en las afueras de Los Ángeles, pero a los pocos años perdieron la propiedad a raíz de un fuego devastador y una fallida cosecha de fruta. Su carrera en la escritura empezó en la adolescencia, cuando empezó a ser publicada en revistas y periódicos locales.
Con poco más de veinte años se comprometió, intermitentemente, con Alan Hiley, un próspero empresario maderero. Su ambivalencia sobre el matrimonio convencional fue vertida en La chica española, sus versos más conocidos, una crónica en veintidós poemas de un amor condenado. Después de su ruptura final, French se unió al grupo "Arroyo Seco" de Charles Lummis, un grupo de escritores y poetas de Los Ángeles que la animaron a publicar en la revista de Lummis Out West. A pesar de que su trabajo fue elogiado, especialmente por la poetisa feminista y ecologista Mary Austin, el reconocimiento no se tradujo en seguridad financiera.
French inició un romance con Henry Anderson Lafler, un editor asistente en The Argonaut, y se trasladó a San Francisco después del terremoto de 1906. Pronto se hizo sitio dentro de los círculos intelectuales bohemios y soportó varios asuntos sentimentales infelices. En 1907 se unió a George Sterling y su esposa en su casa en Carmel, pero era incapaz de vencer sus problemas. French estaba cada vez más deprimida y el lunes 11 de noviembre, intentó infructuosamente matarse con un tiro en la cabeza. La bala solo le arrancó un mechón de cabello, debido a que le temblaba la mano. Dos días más tarde, la noche del 13 al 14 de noviembre, Nora acabó con su vida en la casa de Sterling (ausente en San Francisco) por ingestión de cianuro mientras la señora Sterling dormía.  Nora tenía veintiséis años. Los periódicos en el área de la Bahía de San Francisco sensacionalizaron la tragedia con titulares deslumbrantes e informes de supuestas disipaciones bohemias como visitas recientes y frecuentes de hombres casados prominentes, incluyendo los artistas Charles Dickman, Xavier Martinez, y Charles Rollo Peters.
Tres de sus amigos publicaron póstumamente Poemas de French en 1910, la única recopilación de su trabajo nunca ampliamente distribuido hasta la publicación en 2009 por Hippocampus Press de The Outer Gate: The Collected Poems of Nora May French.
A pesar de que muchos de sus poemas celebran la serenidad del paisaje costero, otros son menos optimistas: ofrecen destellos de la mente de una mujer joven desgarrada entre la presión de someterse a las funciones sociales y el anhelo de vivir creativamente. “Todas las personas sensatas finalmente serán condenadas”, dice, pero la carencia de estabilidad emocional y financiera también la atormentó.